# Brasero (oficio)
Brasero era un sirviente de la casa real que tenía encomendado el suministro de brasa a las cámaras reales. 
El brasero era un oficio muy conveniente en la casa real solo para el tiempo del invierno. En este oficio servían mancebos que tenían encargo de traer la brasa a las cámara de las personas reales, al aposento del camarero y a la sala donde se juntaban los del Consejo así como al aparador. Así mismo, proveía de brasero a los monteros de Espinosa, cuando su amo se retiraba a dormir. 
Este mismo servía de barrendero, con otro, a semanas.